# Saint-Félix-de-Reillac-et-Mortemart
 Saint-Félix-de-Reillac-et-Mortemart  (en occitano Sent Feliç de Relhac e Mòrta Mar) es una población y comuna francesa, situada en la región de Aquitania, departamento de Dordoña, en el distrito de Sarlat-la-Canéda y cantón de Le Bugue.

## Demografía
| 198 | 192 | 188 | 201 | 194 | 214 |
| Para los censos de 1962 a 1999 la población legal corresponde a la población sin duplicidades (Fuente: INSEE [Consultar]) |     |     |     |     |     |